# L'Aventura
 (juillet 2025).
Si vous disposez d'ouvrages ou d'articles de référence ou si vous connaissez des sites web de qualité traitant du thème abordé ici, merci de compléter l'article en donnant les références utiles à sa vérifiabilité et en les liant à la section « Notes et références ».
Ne doit pas être confondu avec L'avventura.
Pour plus de détails, voir Fiche technique et Distribution.
L'Aventura est un film français sorti en 2025 de genre comédie, sixième long-métrage réalisé par Sophie Letourneur,.

## Synopsis
L'histoire relate le voyage transalpin mouvementé d'une petite famille française. Dès le départ de ce périple, la désorganisation et l'improvisation des parents engendre des maltentendus, des heurts et un plus ou moins joyeux chaos ainsi que des confrontations entre le couple des parents et leur progéniture. En prévision de son prochain film, le personnage féminin également réalisatrice – rôle très inspiré de celui de Sophie Letourneur elle-même – note et commente les événements de ce voyage familial dans son bilan très personnel et intime. Les enfants, la grande Claudine âgée de 11 ans et son petit frère Raoul, 3 ans, se chamaillent, rajoutant encore de l'intensité au cours de ces vacances en Sardaigne italophone. De son côté, leur père Jean-Philippe fait preuve de lassitude et d'une grande légèreté dans l'organisation quotidienne de ce séjour, quand les problèmes surviennent et s'accumulent. 
Depuis la gare au départ de Paris en train-couchette durant toute une nuit pour l'Italie, ils doivent emprunter un ferry jusqu’à un petit port de Sardaigne. Ils parcourent ensuite l’ouest de la Sardaigne pour enfin rejoindre l’île de San Pietro. L'histoire est racontée par tous les protagonistes enregistrant leur voix avec un petit dictaphone, en tentant de se souvenir précisément de ces événements, des émotions et des conséquences : problèmes de location Air B&B, connexion WiFi téléphonique et Internet, maturité critique de la jeune ado, incapacité à écouter l'autre, frustrations et embarras marquent ce voyage d'une famille dont les membres s'aiment mais dont surtout les parents ne connaissent pas vraiment le mode d'emploi, ni le fonctionnement.

## Fiche technique
Sauf indication contraire, les informations mentionnées dans cette section peuvent être confirmées par les bases de données cinématographiques IMDb et Allociné,  présentes dans la section « Liens externes ».
- Titre original : L'Aventura
- Réalisation : Sophie Letourneur
- Scénario : Sophie Letourneur et Laetitia Goffi
- Musique :
- Décors :
- Costumes :
- Photographie : Jonathan Ricquebourg
- Son : Charlotte Comte, Carole Verner et Laure Arto
- Montage : Sophie Letourneur
- Production : Sophie Letourneur, Tristan Vaslot, Mathieu Verhaeghe et Thomas Verhaeghe
- Société de production : Tourne Films et Atelier de Production
- Société de distribution : Arizona Distribution
- Budget : 700 000 euros
- Pays de production :  France
- Langue originale : français
- Format : comédie
- Durée : 100 minutes
- Dates de sortie :
  - France : 
    - 14 mai 2025 (Cannes)
    - 2 juillet 2025 (en salles)

## Distribution
- Philippe Katerine : Jean-Philippe
- Sophie Letourneur : Sophie
- Bérénice Vernet : Claudine
- Esteban Melero : Raoul